# 해상자위대
해상자위대(海上自衛隊 카이죠 지에이타이[*], 영어: Japan Maritime Self-Defense Force, JMSDF)는 해군에 해당하는 자위대의 구성군으로 일본의 자위대 내에서 일본의 영해와 해안 방위, 경비 임무를 수행하고 있다.

## 개요
해상자위대의 규모는 병력 약 46,000여명이며, 4척의 헬기항모, 40척의 구축함, 6척의 호위함, 기뢰/소해함정 40여척, 잠수함 20척과 상륙함 30여척과 1천명의 관련 인력을 보유 중이다. 잠수함 관련 사병 400명을 육성할 계획이다.
2009년 기준으로 일반간부후보생 모집에서 육상자위대는 22.6 대 1, 항공자위대는 19.4 대 1을 기록했지만 해상자위대는 10.1 대 1에 불과했다. 일반 병인 자위관후보생 모집에서도 육상자위대는 13.1 대 1, 항공자위대는 6.1 대 1을 기록했지만 해상자위대는 4.7 대 1에 불과했다. 최악의 인기로 인해 가장 낮은 경쟁률을 기록하고있으나 최근에는 충원률이 가장 높은편이다.

## 편성

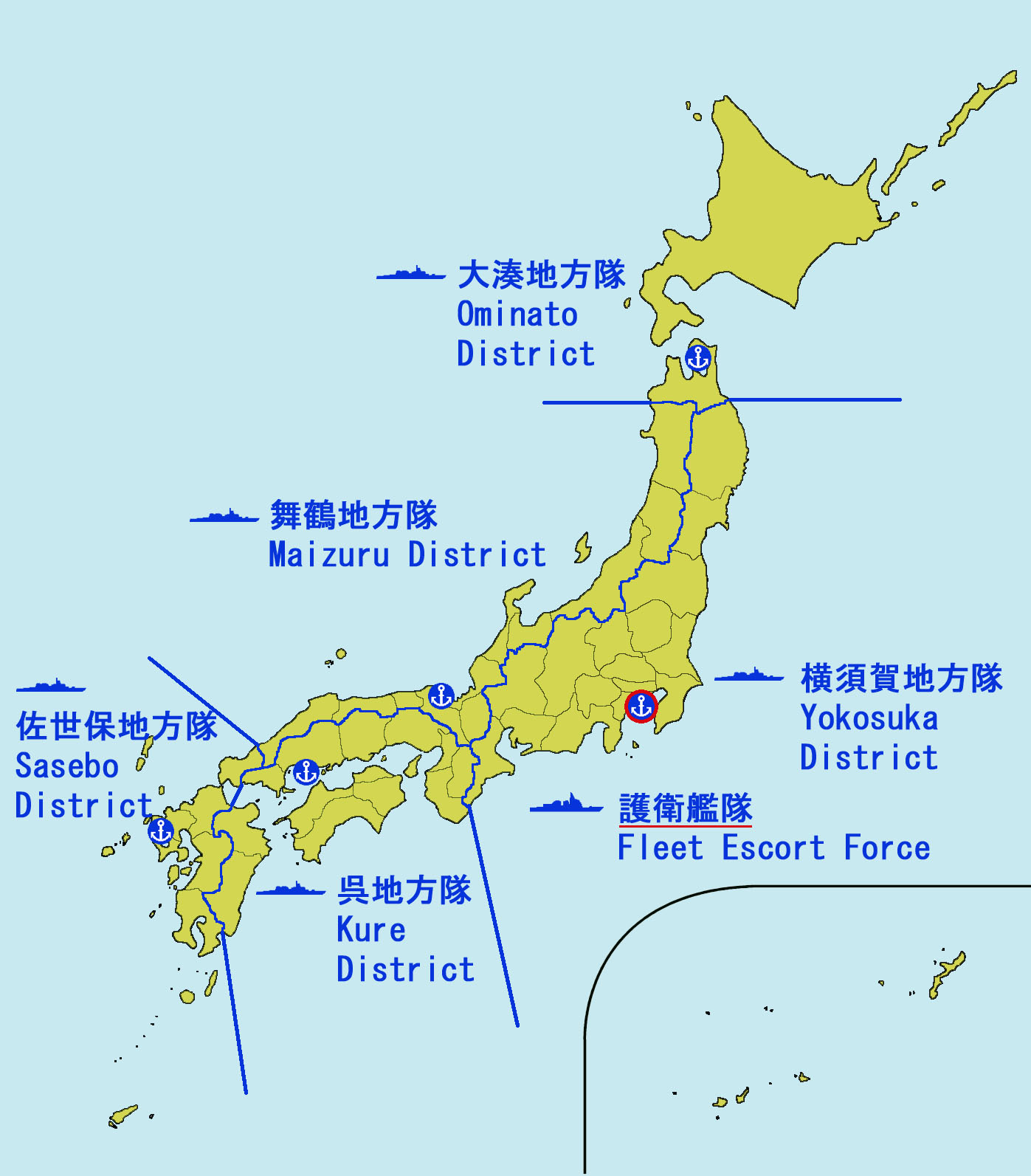
일본 해상자위대의 주요 함대의 위치

- 자위함대 - 사령부: 가나가와현 요코스카시
  - 호위함대
  - 항공집단
  - 잠수함대
  - 소해대군
  - 정보업무군
  - 해양업무군
  - 개발대군
  - 특별경비대
- 지방대
  - 오미나토 지방대 - 아오모리현 무쓰시 오미나토 기지
  - 요코스카 지방대 - 가나가와현 요코스카시 요코스카 기지
  - 마이즈루 지방대 - 교토부 마이즈루시. 동해를 담당하는 제3호위대군이 위치해 있으며, 유사시 독도문제에 가장 먼저 개입한다. 이지스함 중 최신형인 JMSDF DDG-177 아타고함을 마이즈루 해군기지에 배치하였다.
  - 구레 지방대 - 히로시마현 구레시
  - 사세보 지방대 - 나가사키현 사세보시
- 교육항공집단
- 연습함대

## 장비

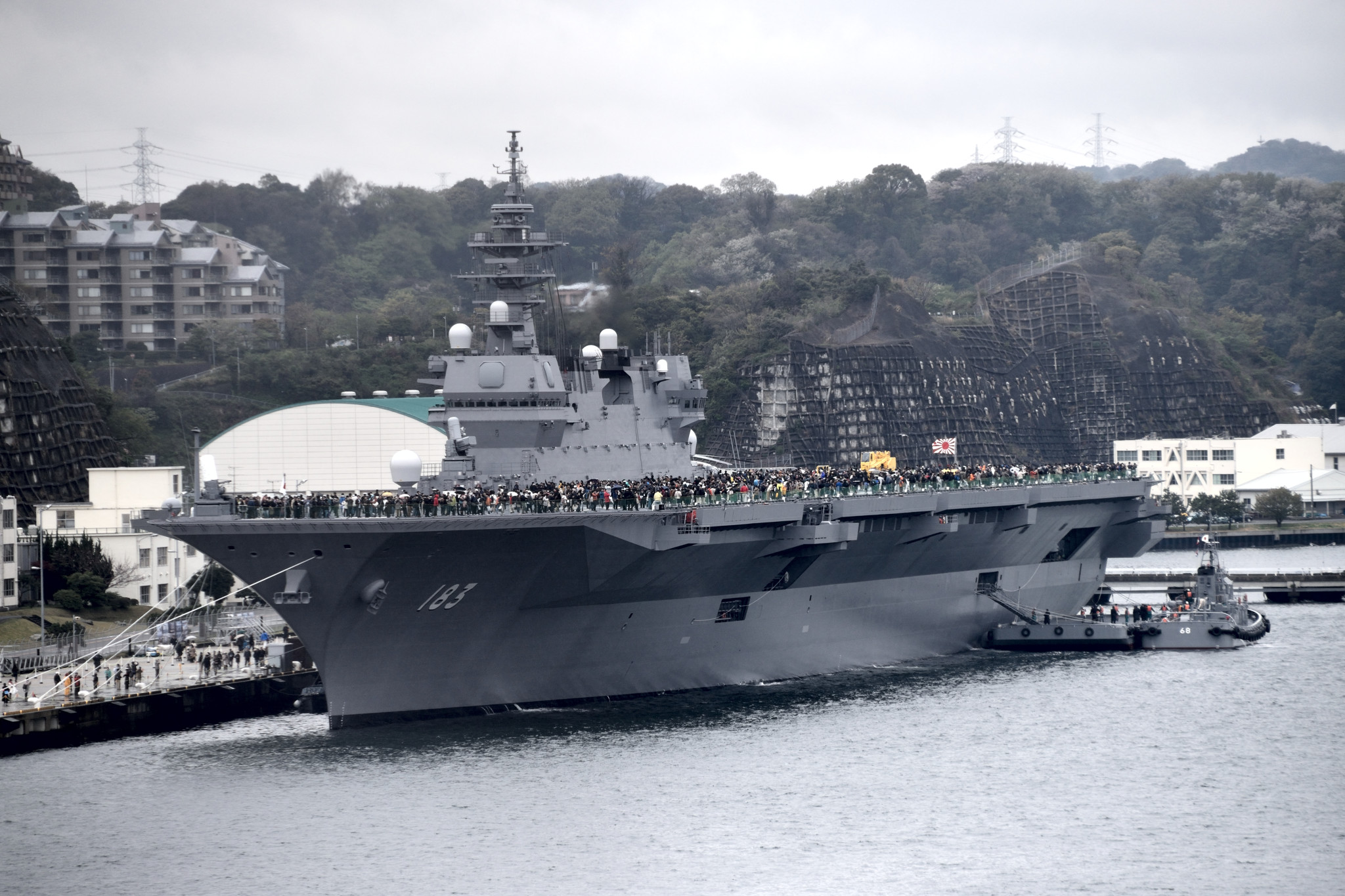
일본의 항공모함 이즈모의 모습.

### 함정
- 경항공모함 0척(+2)
  - 이즈모급 다용도운용모함 2척 (2척 항모화 개수중)
- 헬기모함 4척(-2)
  - 휴우가급 헬기구축함 2척
  - 이즈모급 다용도운용모함 2척(-2)
- 강습상륙함 3척(-)
  - 오오스미급 강습상륙함 3척
- 상륙정 ?척
  - 수송정 1호형 ?척
  - LCAC 1호형 ?척
- 이지스 구축함 8척(+2)
  - 공고급 구축함 4척
  - 아타고급 구축함 2척
  - 마야급 구축함 2척
  - 차기 이지스시스템 탑제함(함명미정) 0척(2척 건조논의중)
- 준(미니) 이지스 구축함 6척(-)
  - 아키즈키급 구축함 4척
  - 아사히급 구축함 2척
- 범용 구축함 22척(-8)
  - 아사기리급 구축함 8척(-8)
  - 무라사메급 구축함 9척
  - 타카나미급 구축함 5척
- 호위함 8(+14)
  - 이부쿠마급 호위함 6척(-6)
  - 모가미급 호위함 2척(+20,3척 건조완료 17척 건조중/대기)
- 미사일 고속함 5척
  - 하야부사급 미사일 고속함 5척
- 초계함 0척(+12)
  - 차기 초계함 사업(함명미정) 0척(12척 건조 확정 세부사항 논의중)
- 잠수함 22척(-)
  - 오야시오급 잠수함 9척(-2)
  - 소류급 잠수함 12척
  - 타이게이급 잠수함 1척(초도함 시험함 전환,2척 건조완료 3척 건조중/예정)
- 시험함 1척(+1)
  - 아스카 1척
  - 타이게이 0척(+1)
- 소해모함 2척
  - 우라가급 소해모함 2척
    - 소해함/정 6척(+1)/28척
      - 야에야마급 소해함 3척
      - 아와즈급 소해함 3척(+1)
      - 우와지마급 소해정 10척
      - 스가시마급 소해정 12척
      - 히라시마급 소해정 3척
      - 에노시마급 소해정 3척
- 보조함
  - 치요다급 구조함 1척
  - 토와다급 군수지원함 3척
  - 마슈급 군수지원함 2척
  - YOT-1급 급유함 ?척

| - 아구스타 AW-101 소해헬기 5대 - 비치크레프트 킹 에어 수송기 31기 - P-3C 오라이언 대잠초계기 80여기 - P1 초계기 33대 - P-3 전자 정찰기 30기 - P-3 정찰기 8기 - US-1 수륙양용 구조기 7대 - UH-60 블랙호크 헬기 19대 - CH-53 슈퍼 스탤리온 소해헬기 10대 - SH-60 헬기 131대 - F-35B 라이트닝2 0기(40기가량 도입 예정) | - 함대함 미사일 - 90식 함대함 미사일 - 17식 함대함 미사일 - 함대잠 미사일 - 07식 VLA - 함대공 미사일 - SM-2 - SM-3 - SM-6 - ESSM - RIM-7 시스페로우 - RIM-116 시 렘(CIWS) - 함대지 미사일 - 토마호크 미시일(도입 논의중) |

## 병과(담당업무부서)
- 운영과 : 갑판장에 해당.
- 사격과 : 속사포 업무 담당.
- 사격관제과 : 사격관제장치의 조작관련 업무를 담당한다.
- 어뢰과 : 어뢰 관리 담당.
- 수측과(水測科) : 소나(음파 탐지기) 관리 업무 담당.
- 소해과 : 소해선에서 기뢰 제거 업무 담당.
- 전측과(電測科) : 레이더와 ESM(기지 내 보안 관리)의 조작 업무 담당.
- 전자정비과 : 전자장비 정비 업무 담당.
- 항해과 : 항해관련 임무 담당.
- 통신과 : 암호통신 등의 업무 담당.
- 기상해양과 : 함선의 안전 항해를 유도하기 위한 기상/해양 관측 및 일기도 작성 업무 담당.
- 기계과 : 보일러를 담당하는 증기원과 디젤원 등 기관을 담당. 기관실에 문제가 생겼을 경우에 대처하기도 한다.
- 전기과 : 발전기 등 부대 내 전기시설 유지/보수 업무를 담당.
- 응급과 : 전함이 공격당했을 경우 응급 대처를 담당(식수 포함).
- 함상구난과 : 함선 위에서 발생할 수 있는 항공기 사고에 대처하는 업무 담당.
- 조종과 : P-3, P-1 같은 초계기의 조종 업무 담당.
- 전술항공과 : P-3 지휘통제 업무 담당.
- 항공과 : 항공기 비행 담당. 부사관들로 구성되어 있다.
- 항공관제과 : 항공관제 업무 담당.
- 항공기정비과 : 기체정비원, 발동기정비원, 전기계기정비원, 전자정비원, 무기정비원 등 항공기의 정비 업무 담당(이들 중에 항공사를 선발).
- 회계과 : 경리(예산 관리) 업무 담당.
- 보급과 : 부대에 필요한 물품(군복, 군량미, 탄약, 미사일, 연료 등)의 조달 업무를 담당.
- 위생과 : 간호사, 구급차, 의관 등. UH-60이나 US-1(구난헬리콥터)에 탑승하는 경우도 있다.
- 급양과 : 대원들의 급식, 영양, 식자재 관리 업무를 담당.
- 시설과 : 해상자위대 시설 관리 업무를 담당.
- 정보과 : 정보자료를 수집, 처리, 배포하며 정훈 업무도 일부 담당.
- 잠수과 : 스쿠버 훈련 담당.
- 보안과 : 기지 내 보안 업무 담당.
- 경비과 : 한국 해군으로 치면 헌병에 해당.
- 체육과 : 체육 관련 업무 담당. 한국에는 비슷한 특기가 없다.
- 차량과 : 육상 운송 업무 담당.
- 군악과 : 군악 관련 담당.

## 계급장

삼등해사
자위관 후보생
이등해사(이등병)
일등해사(일등병)
해사장(상등병)
삼등해조(하사 전문가)
이등해조(중사 전문가)
일등해조(상사대장 전문가)
해조장(원사장교)
준위
삼등해위(소위장교)
이등해위(중위장교)
일등해위(대위장교)
삼등해좌(소령장교)
이등해좌(중령전문장교)
일등해좌(대령전문장교)
해장보(준장전문가 및 소장전문가)
해장(중장최고장교)
해상막료장(대장최고장군)

## 같이 보기
- 자위대
  - 육상자위대(JGSDF)
  - 항공자위대(JASDF)
- 일본 제국 해군
- 대마도 한국전망대 - 부근에 해자대 레이다기지가 있음